# Abraxas postmarginata
Abraxas postmarginata là một loài bướm đêm trong họ Geometridae.